# Херцог, Дитер
Ди́тер Хе́рцог (нем. Dieter Herzog; род. 15 июля 1946) — немецкий футболист, играл на позиции полузащитника.

## Клубная карьера
Херцог начал заниматься футболом в клубе «Штеркраде 06/07», помимо футбола, в детстве занимался гандболом. Благодаря своим способностям он уже с 14 лет играл в молодёжном составе. С 1965 года в течение пяти лет защищал цвета клубов «Боттроп» и «Хамборн 07» в региональной лиге.
Со временем он привлёк внимание представителей тренерского штаба клуба «Фортуна Дюссельдорф», в состав которого присоединился в 1970 году. Сыграл за клуб из Дюссельдорфа следующие шесть сезонов своей игровой карьеры. Большую часть времени, проведённого в составе дюссельдорфской «Фортуны», был основным игроком команды. В сезонах 1972/73 и 1973/74 Херцог в составе клуба становился бронзовым призёром чемпионата.
В 1976 году перешёл в клуб «Байер 04», за который отыграл семь сезонов. Завершил профессиональную карьеру футболиста в составе «фармацевтов» в 1983 году. По окончании карьеры работал скаутом «Байера».

## Выступления за сборную
23 февраля 1974 года Херцог дебютировал в составе национальной сборной. В Барселоне немецкие футболисты уступили с минимальным счётом сборной Испании. В следующем месяце провёл ещё одну товарищескую игру — против шотландцев (победа 2:1).
В составе сборной был участником домашнего чемпионата мира 1974 года. На турнире провёл два матча: со сборными Югославии (2:0) и Швеции (4:2) и завоевал титул чемпиона мира.
Осенью провёл ещё один матч в составе «бундестим». В Базеле немцы со счётом 2:1 обыграли сборную Швейцарии. Всего в течение 1974 года провёл пять матчей.

## Статистика по сезонам
| Сезон     | Команды  | Матчи | Голы |
| --------- | -------- | ----- | ---- |
| 1971—1972 | Фортуна  | 34    | 7    |
| 1972—1973 | Фортуна  | 34    | 3    |
| 1973—1974 | Фортуна  | 34    | 13   |
| 1974—1975 | Фортуна  | 33    | 8    |
| 1975—1976 | Фортуна  | 32    | 9    |
| 1976—1977 | Байер 04 | 38    | 6    |
| 1977—1978 | Байер 04 | 38    | 0    |
| 1978—1979 | Байер 04 | 34    | 5    |
| 1979—1980 | Байер 04 | 32    | 3    |
| 1980—1981 | Байер 04 | 27    | 2    |
| 1981—1982 | Байер 04 | 22    | 1    |
| 1982—1983 | Байер 04 | 2     | 0    |